# Meerim Zhumanazarova
Meerim Zhumanazarova (en kirguís: Мээрим Жуманазарова; Biskek, 9 de noviembre de 1999) es una deportista kirguís que compite en lucha libre.
Participó en dos Juegos Olímpicos de Verano en los años 2020 y 2024, obteniendo dos medallas, bronce en Tokio 2020 y plata en París 2024.

## Palmarés internacional
| Juegos Olímpicos | Juegos Olímpicos | Juegos Olímpicos  | Juegos Olímpicos |
| Año              | Lugar            | Medalla           | Categoría        |
| ---------------- | ---------------- | ----------------- | ---------------- |
| 2020             | Tokio (Japón)    | Medalla de bronce | 68 kg            |
| 2024             | París (Francia)  | Medalla de plata  | 68 kg            |